# Tadzjikistan op de Olympische Winterspelen 2002
Tijdens de Olympische Winterspelen van 2002, die in Salt Lake City (Verenigde Staten) werden gehouden, nam Tadzjikistan voor de eerste keer deel.

## Deelnemers en resultaten
(m) = mannen, (v) = vrouwen 

### Alpineskiën
| Olympiër      | Discipline       | Resultaat | Prestatie                  |
| ------------- | ---------------- | --------- | -------------------------- |
| Andrej Drygin | super g (m)      | dnf       | opgave                     |
| Andrej Drygin | reuzenslalom (m) | dnf-2     | opgave run 2 — 1.22,01+dnf |

Amerikaanse Maagdeneilanden · Andorra · Argentinië · Armenië · Australië · Azerbeidzjan · België · Bermuda · Bosnië en Herzegovina · Brazilië · Bulgarije · Canada · Chili · China · Chinees Taipei · Costa Rica · Cyprus · Denemarken · Duitsland · Estland · Fiji · Finland · Frankrijk · Georgië · Griekenland · Groot-Brittannië · Hongarije · Hongkong · Ierland · IJsland · India · Iran · Israël · Italië · Jamaica · Japan · Joegoslavië · Kameroen · Kazachstan · Kenia · Kirgizië · Kroatië · Letland · Libanon · Liechtenstein · Litouwen · Macedonië · Mexico · Moldavië · Monaco · Mongolië · Nederland · Nepal · Nieuw-Zeeland · Noorwegen · Oekraïne · Oezbekistan · Oostenrijk · Polen · Roemenië · Rusland · San Marino · Slovenië · Slowakije · Spanje · Tadzjikistan · Thailand · Trinidad en Tobago · Tsjechië · Turkije · Venezuela · Verenigde Staten · Wit-Rusland · Zuid-Afrika · Zuid-Korea · Zweden · Zwitserland

Uitgesloten van deelname: Puerto Rico